# Anne-Édouard-Louis-Joseph de Montmorency-Beaumont-Luxembourg
El Príncipe Anne-Édouard-Louis-Joseph de Montmorency-Beaumont-Luxembourg, (París, 9 de septiembre de 1802 – 15 de enero de 1878), fue un noble y político francés perteneciente a la primera casa de la nobleza francesa luego de la casa real de Borbón, la casa de Montmorency.

## Biografía
El Príncipe Anne-Édouard-Louis-Joseph (Ana Eduardo Luis José) de Montmorency-Beaumont-Luxembourg, también conocido como Édouard de Montmorency, Édouard de Beaumont o como el Príncipe de Montmorency, fue el hijo hombre mayor de sus padres el Príncipe Anne-Christian de Montmorency-Beaumont-Luxembourg, II duque de Beaumont, par de Francia hereditario, lugarteniente general de los ejércitos del Rey de Francia, mariscal de campo, capitán de una de las cuatro compañías de Guardias de Corps de Luis XVI, y de la Princesa Anne-Louise-Marie, nacida Condesa de Bec-de-Lièvre de Cany.
Fue tratado como sus ancestros, y de acuerdo a la tradición, como Très Haut et Très Puissant Seigneur ("Altísimo y Poderosísimo Señor") o Très Noble et Très Illustre Seigneur ("Nobilísimo e Ilustrísimo"). En Flandes (Bélgica), recibió el tratamiento protocolar de Alteza.
Sus hermanos fueron: 
- 1. Princesa Anne-Albertine-Joséphine-Marie de Montmorency-Beaumont-Luxembourg (1789-1863), casada en 1808 con Marie-Louis-Eugène-Joseph de Béthune-Sully des Planques, conde de Béthune, marqués de Lens, conde de Montgommery, vizconde de Lieres y barón de Sully, dueño del castillo de Sully, con descendencia.
- 2. Princesa Anne-Élise-Marie de Montmorency-Beaumont-Luxembourg (1791-1849), dueña del Castillo de Verduron, recordada religiosa en Marly-le-Roi, su lápida, en la parroquia de Bosville, de la cual fue benefactora, dice: "...amó a los pobres y enfermos, y muriendo, demandó el alivio de su alma con las oraciones de ellos...".
- 3. Príncipe Anne-Charles-Marie-Maurice-Hervé de Montmorency-Beaumont-Luxembourg (1804-1870), conde de Montmorency, IX príncipe de Tingry, coronel de caballería, graduado de la Escuela Especial Militar de Saint-Cyr, oficial de la Guardia real, fallecido soltero y sin sucesión.

## Servicio público

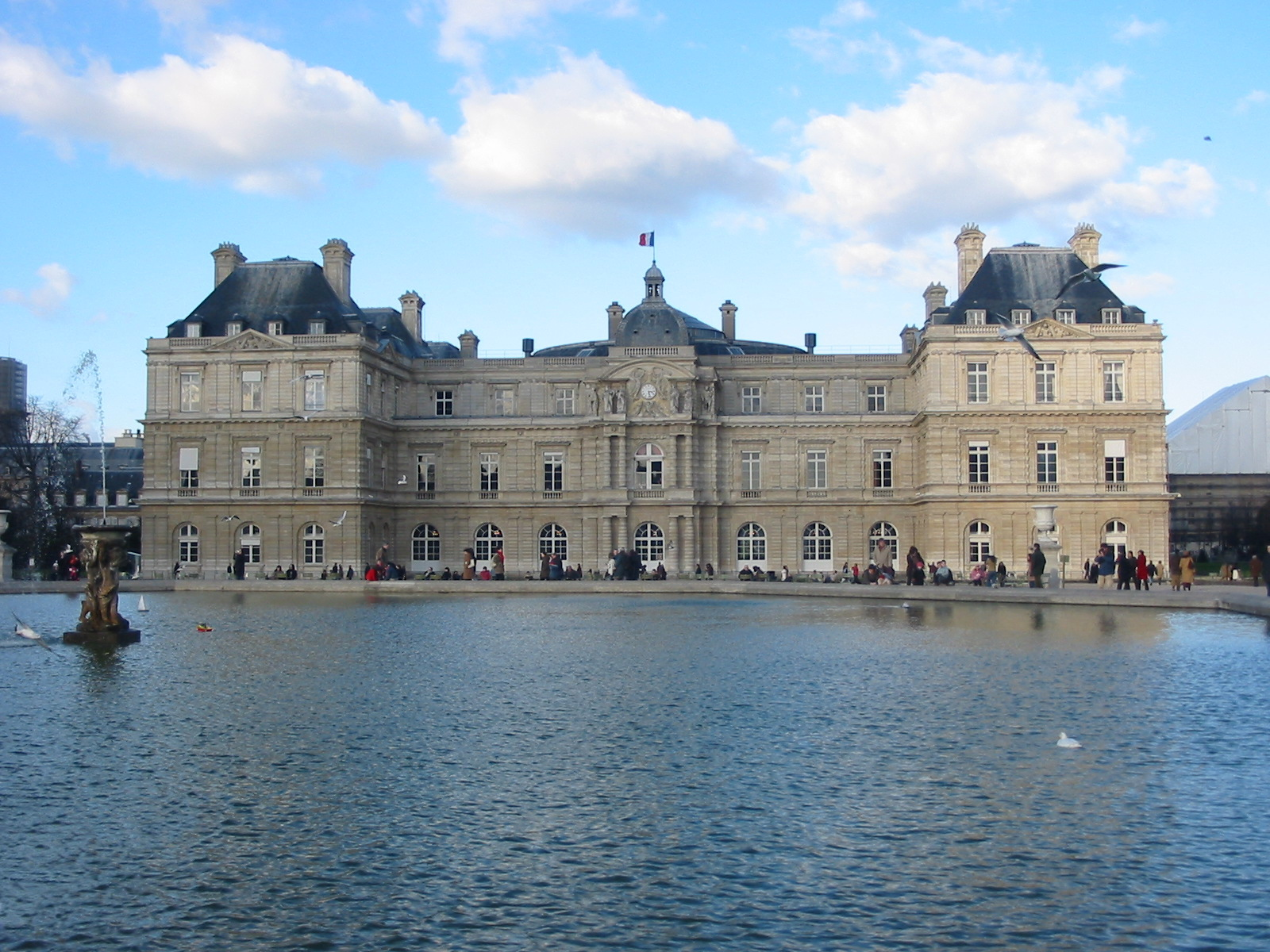
Palacio de Luxemburgo, París, sede de la Cámara de los Pares de Francia.

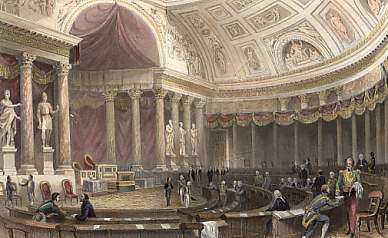
Cámara de los Pares en el Palacio de Luxemburgo en París, 1841.

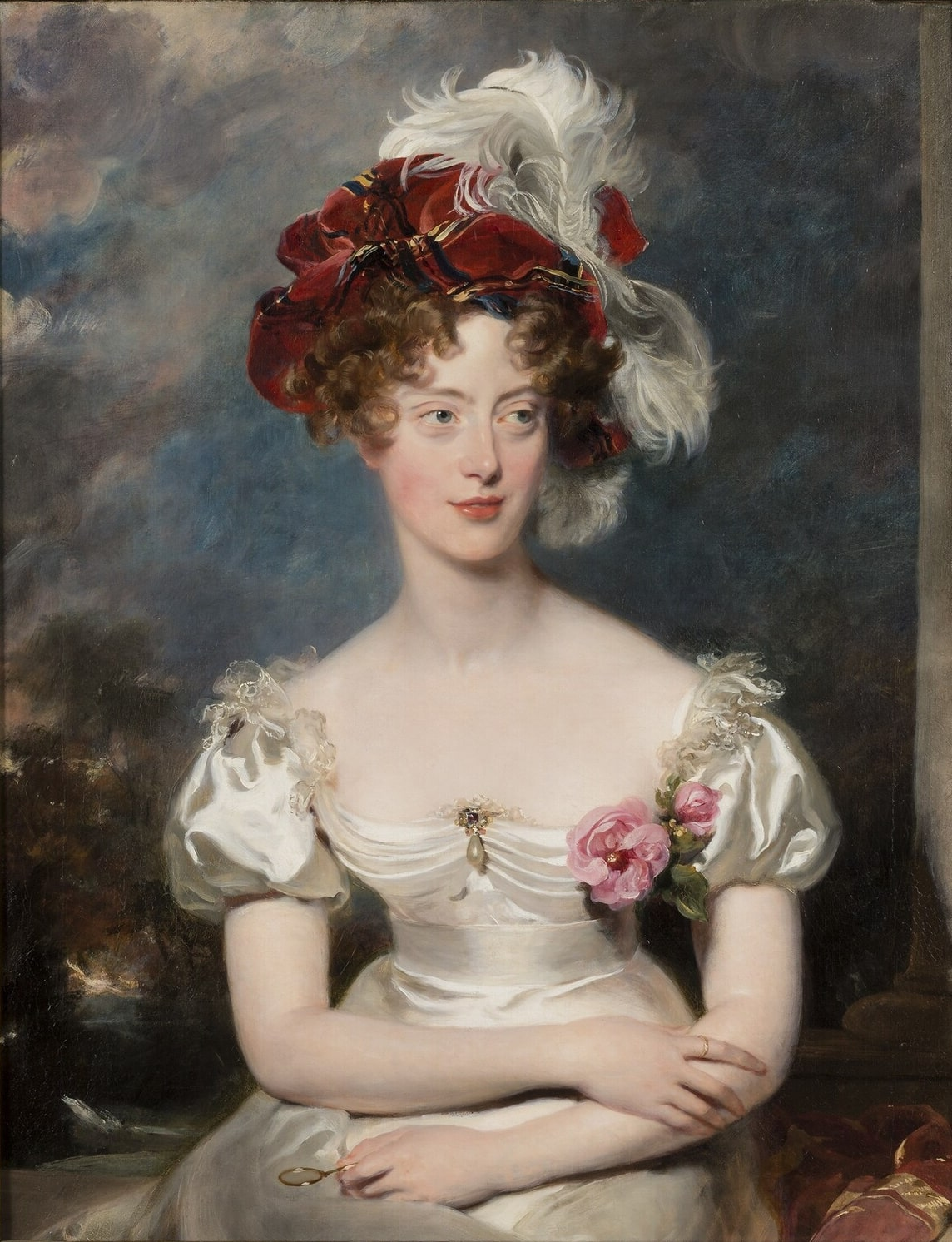
S.A.R. María Carolina Fernanda Luisa de Borbón-Dos Sicilias, Duquesa de Berry, por Sir Thomas Lawrence (1825). Trianon, Versalles.

El Príncipe Anne-Édouard-Louis-Joseph, a sus 26 años, fue admitido a ocupar un sillón en la Cámara de los pares el 26 de marzo de 1828 a título hereditario, en reemplazo de su padre el Príncipe Anne-Christian de Montmorency-Beaumont-Luxembourg, par de Francia, que había muerto en 1821. 
Debido a su compromiso irrestricto con la causa legitimista, a su lealtad ancestral con los Borbones y a consecuencia del encarcelamiento, el 8 de noviembre de 1832, de S.A.R. María Carolina Fernanda Luisa de Borbón-Dos Sicilias, Duquesa de Berry, heroína del legitimismo borbónico, quien intentó levantar la Vendée, Anne-Édouard-Louis-Joseph renunció a la Cámara de los pares el 15 de noviembre de 1832 en señal de protesta. 
Fue un ferviente monarquista y acérrimo partidario de la Casa real de Borbón (legitimismo). Presidió un cónclave familiar en su residencia del hôtel de Tingry donde se definió, mediante votación, la postura de la Casa de Montmorency frente al Emperador de los Franceses, prevaleciendo la de que ningún Montmorency entraría jamás en el servicio del nuevo y usurpador soberano, a pesar de las súplicas del enviado de este, el Barón de Breteuil. De esta manera, la Casa de Montmorency rechazó todo ofrecimiento honorífico o de cualquier clase (incluidos los títulos nobiliarios) de parte de la familia de Napoleón Bonaparte y sus sucesores, valiéndole esto al Príncipe Anne-Édouard-Louis-Joseph, una enemistad permanente con la Casa Imperial de Francia. También se opuso tenazmente al reinado de Luis Felipe de Orléans, por considerar que el trono le pertenecía a los Borbones y no a la rama menor de los Capetos, los Orléans.
Fue diplomático de la embajada de Francia en Madrid (España), donde fue nombrado caballero de la Orden de Carlos III por Fernando VII en 1823.

## Propiedades

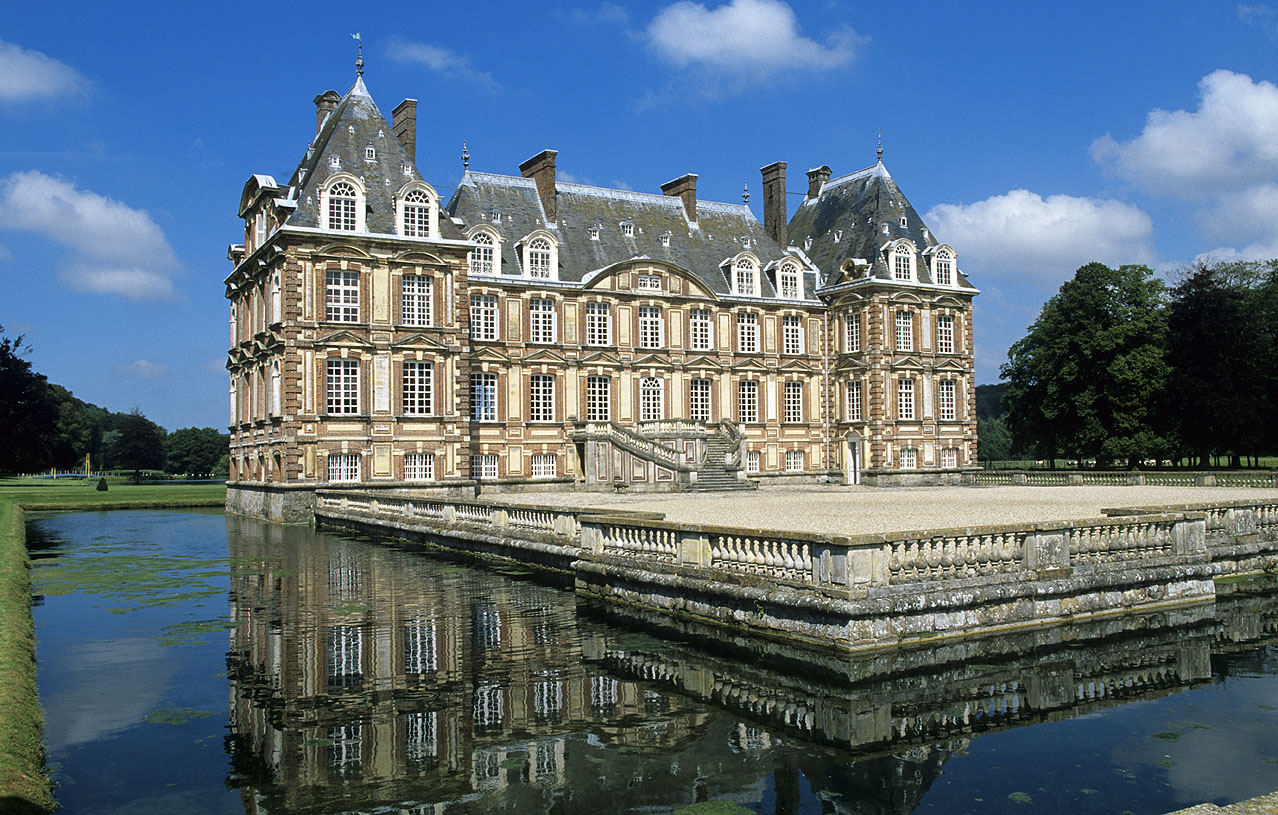
Château de Cany

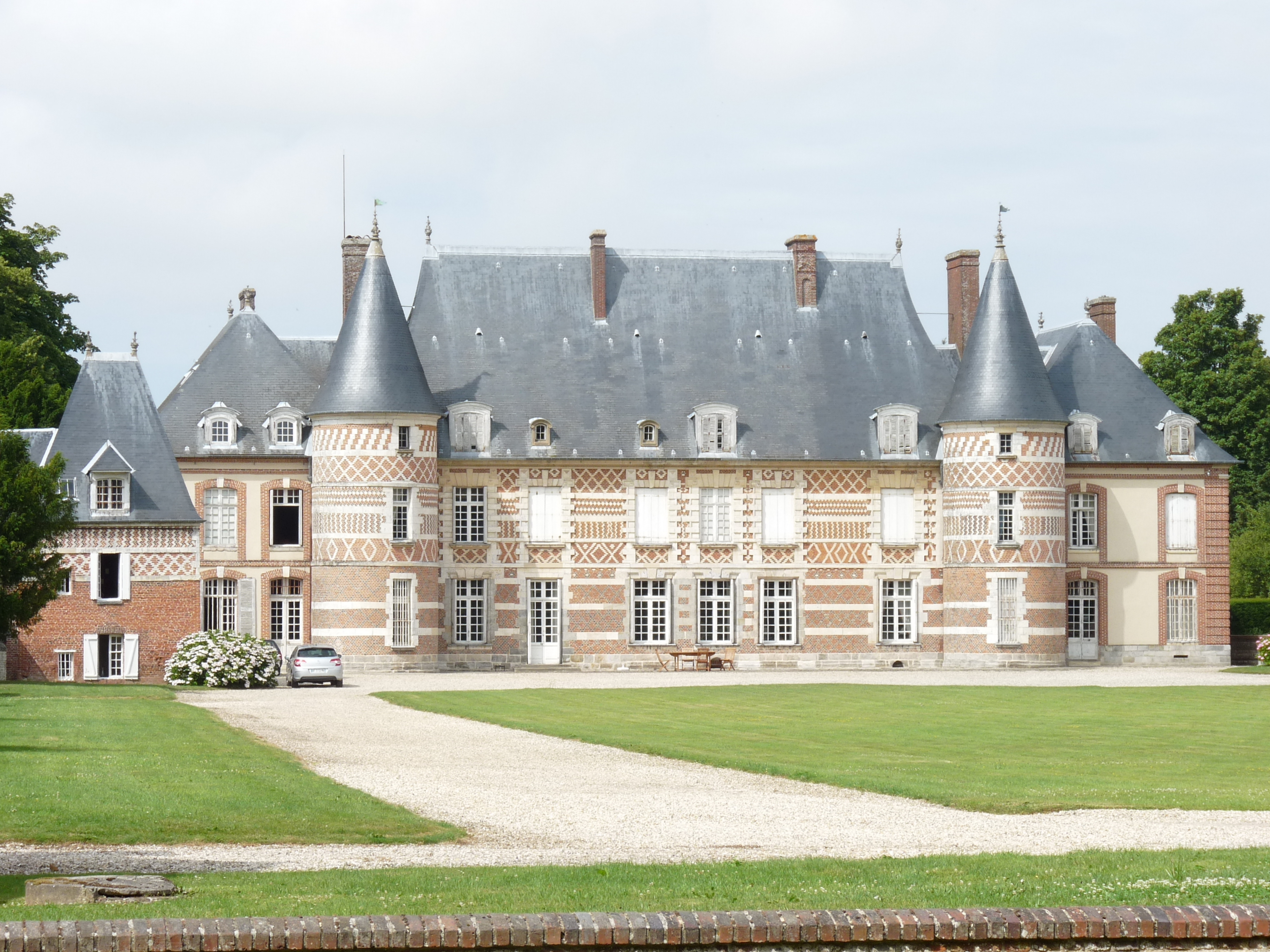
Château de Catteville

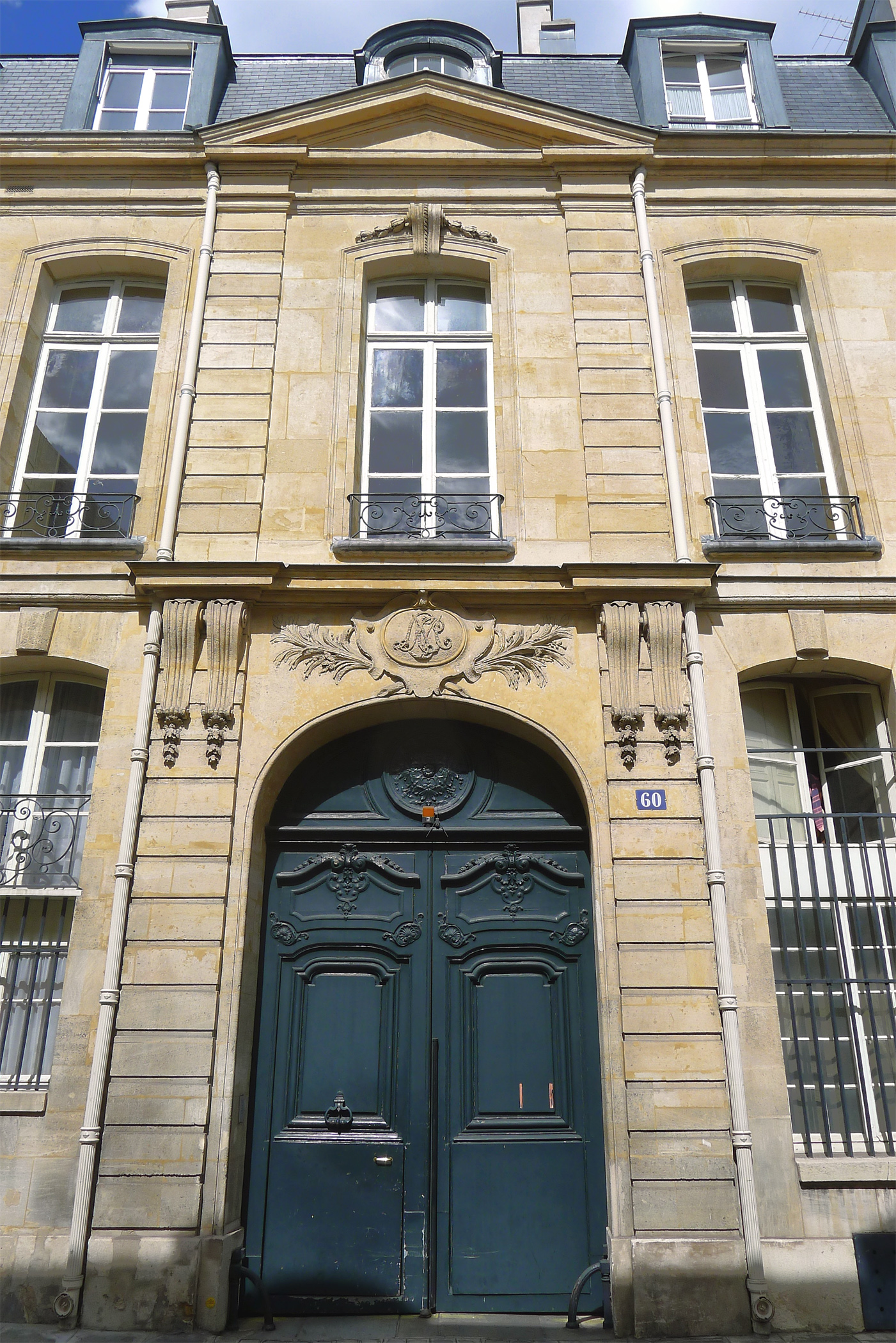
Hôtel de Tingry, Rue de Varenne Nº14, actual Nº60, construido en 1727.

Dueño de una de las más grandes fortunas de su época, fue el propietario de los castillos de Cany y de Catteville en Normandía, habidos por herencia de su madre la condesa de Bec-de-Lièvre de Cany. 
Vivió en París en su palacio (Hôtel de Tingry) de la calle de Varenne N°14, el cual donó a los Padres Franciscanos para Casa de Retiros Espirituales. Luego vivió en un palacio de la calle de la Universidad N°53, y posteriormente en el hôtel de Montmorency, que le había comprado en 1854 a su primo el Príncipe Anne-Louis-Raoul-Victor, duque de Montmorency, ubicado en la calle de Saint-Dominique N°s 49-51. Más tarde, contrató al célebre arquitecto suizo-francés Joseph-Antoine Froelicher, arquitecto oficial de S.A.R. Madame Marie-Caroline de Bourbon-Deux Siciles, duquesa de Berry, para diseñar y construir un palacio para su residencia en el terreno contiguo a este último de la Rue de Saint-Dominique, actual N°45, conocido hasta el presente como el Hôtel de Montmorency-Luxembourg en el 7° "arrondisment" de París, que sirvió de sede al banco Crédit national, luego al banco Natixis  hasta hace pocos años y que hoy es la sede de un estudio de abogados internacional. En 1864 construyó una "villa" de descanso en Cannes, llamada "Villa Montmorency", de 20 habitaciones.

## Títulos
- Primer Barón Cristiano
- Primer Barón de Francia
- III Duque de Beaumont
- Par de Francia hereditario
- XII Duque de Luxembourg-Piney
- X Príncipe de Tingry
- Jefe del nombre y de las armas de la casa de Montmorency
- Senador hereditario del Reino de Francia
- Comendador de la Orden de San Luis
- Caballero de la Legión de Honor
- Caballero supernumerario de la Orden de Carlos III, (España)

## Heráldica
Como jefe de la Rama de Beaumont-Luxembourg de la Casa de Montmorency, el Príncipe Anne-Édouard-Louis-Joseph usó las armas de su Casa con la brisura de Luxemburgo. Posteriormente y, con motivo del fallecimiento de su primo el Príncipe Raoul de Montmorency en 1862, Jefe de la Casa, pasó a ser el Jefe del Nombre y de las Armas de la Casa de Montmorency, usando las armas plenas de la dinastía.
| Período   | Escudo | Blasonamiento |
| --------- | ------ | --- |
| 1802-1862 |        | Montmorency-Beaumont-Luxembourg: En campo de oro, una Cruz de gules, cantonada de 16 aleriones de azur (Montmorency); sobre el todo, un escusón de plata cargado con un león rampante -con la cola doble y cruzada en sotuer - de gules, coronado, armado y lampasado de oro (Luxemburgo). Timbre: corona de Duque-Par. |
| 1862-1878 |        | Montmorency: En campo de oro, una cruz de gules, cantonada de 16 aleriones de azur (Montmorency). Timbre: corona de Príncipe. |

## Dinastía
El 1 de marzo de 1820 se celebró en el hôtel de Luynes, residencia parisina del jefe del nombre y de las armas de la casa de Montmorency, el Príncipe Anne-Charles-François de Montmorency, Duque de Montmorency, Par de Francia, Primer Barón Cristiano y Primer Barón de Francia, Caballero de la Orden de San Luis, una reunión familiar para sellar un pacto de familia, en el que se estableció que de la Casa Ducal de Montmorency, cuyo jefe tenía el rango de príncipe, serían reconocidas por ellos y por la corona sólo las cuatro ramas ducales subsistentes a la fecha, las cuales fueron asignadas al pariente mayor de cada una de ellas, establecidas de la siguiente manera.

### Rama Mayor
|  |  | Très Haut et Très Illustre Prince, Monseigneur Anne-Louis-Raoul-Victor de Montmorency (1790-1862), Duque de Montmorency, Primer Barón Cristiano y Primer Barón de Francia, antiguo Coronel de caballería francés, Ayudante de Campo de S.A.R. el Duque de Orléans, Caballero de la Orden de San Luis, Caballero de la Legión de Honor, casado con la Marquesa Euphémie-Théodore-Valentine de Harchies de Vlamertinghe, sin descendencia. |

### Rama Segunda de Luxembourg
|  |  | Très Haut et Très Illustre Prince, Monseigneur Emmanuel de Montmorency-Luxembourg (1774-1861), duque de Piney, lugarteniente general de los ejércitos del rey, coronel del regimiento de caballería de Évora al servicio del rey de Portugal, después de la Restauración de los Borbones, fue creado Par de Francia y Caballero de la Orden de San Luis, Caballero de la Soberana Orden de Malta, Capitán de la 4a compañía de las Guardias de Corps de S.M. Carlos X, Rey de Francia, Caballero de la Legión de Honor, Embajador extraordinario de S.M. el Rey ante la Corte imperial de Brasil en 1815. Contrajo matrimonio con la Condesa Caroline de Loyauté, sin sucesión. |

### Rama Tercera de Beaumont
|  |  | Très Haut et Très Illustre Prince, Monseigneur Anne-Édouard-Louis-Joseph de Montmorency-Beaumont-Luxembourg (1802-1878), jefe de la rama de Beaumont de la casa de Montmorency, que al fallecer sin descendencia masculina los representantes de las otras tres ramas, se transformó en 1862, en jefe del nombre y de las armas de la casa de Montmorency, con derecho a ostentar todos los títulos de la dinastía, por lo que fue el pariente mayor y último representante masculino de la casa de Montmorency en Francia. |

### Rama Cuarta de Laval
|  |  | Très Haut et Très Illustre Prince, Monseigneur Pierre de Montmorency-Laval (1768-1837), Duque de Laval, Par de Francia, Duque de San Fernando Luis (España), Grande de España de Primera Clase, Caballero del Toisón de Oro, Lugarteniente de los ejércitos de S.M. el Rey de Francia, Capitán de Granaderos del Regimiento de Montmorency, Embajador extraordinario y Ministro Plenipotenciario de S.M. el Rey ante la Corona española y Roma, ministro de Estado y miembro del Consejo privado de S.M. el Rey de España. Casó con su pariente la Princesa Adélaïde de Montmorency-Luxembourg (hermana de Emmanuel), con descendencia masculina fallecida en la juventud. |

## Ancestros
|  | |  |  |  |  |  |  |  |  |  |  |  |  |  |  |  |
|  | 16. Duque François-Henri de MONTMORENCY-BOUTEVILLE, llamado "el Tapisero de Notre-Dame", Par de Francia, Conde de Bouteville, Conde soberano de Luxe (Navarra), Duque de Piney-Luxembourg, Mariscal de Francia. |  |  |  |  |  |  |  |  |  |  |  |  |  |  |  |
|  | |  |  |  |  |  |  |  |  |  |  |  |  |  |  |  |
|  | |  |  |  |  |  |  |  |  |  |  |  |  |  |  |  |
|  | 8. Príncipe Christian-Louis de MONTMORENCY-LUXEMBOURG, llamado el "Caballero de Luxemburgo", Príncipe de Tingry, Conde de Beaumont, Conde soberano de Luxe (Navarra), Marqués de Bréval, Barón de Lantabat, de Ostabat y de Dax (Navarra), Caballero de la Orden del Espíritu Santo, Caballero de la Soberana Orden de Malta, Mariscal de Francia.                                                                                                |  |  |  |  |  |  |  |  |  |  |  |  |  |  |  |
|  | |  |  |  |  |  |  |  |  |  |  |  |  |  |  |  |
|  | |  |  |  |  |  |  |  |  |  |  |  |  |  |  |  |
|  | 17. Princesa Madeleine-Charlotte-Bonne-Thérèse de CLERMONT-TONNERRE-LUXEMBOURG, Princesa de Tingry, Duquesa de Piney-Luxemburgo, Condesa de Ligny, Baronesa de Dangu. Heredera universal y representante de la rama menor de la Casa Imperial de Luxemburgo. |  |  |  |  |  |  |  |  |  |  |  |  |  |  |  |
|  | |  |  |  |  |  |  |  |  |  |  |  |  |  |  |  |
|  | |  |  |  |  |  |  |  |  |  |  |  |  |  |  |  |
|  | 4. Príncipe Charles-François-Christian de MONTMORENCY-BEAUMONT-LUXEMBOURG, conocido como "el Príncipe de Tingry", VI Conde de Beaumont, Ier Duque de Beaumont, Príncipe de Tingry, Conde soberano de Luxe, Marqués de Bréval, Caballero de la Orden del Espíritu Santo, Lugarteniente General de los Ejércitos del Rey de Francia, Gobernador de Flandes, de Hainaut y de Valenciennes, Capitán de la Guardia de Corps de S.M. el Rey de Francia. |  |  |  |  |  |  |  |  |  |  |  |  |  |  |  |
|  | |  |  |  |  |  |  |  |  |  |  |  |  |  |  |  |
|  | |  |  |  |  |  |  |  |  |  |  |  |  |  |  |  |
|  | 18. Achille IV de HARLAY DE BEAUMONT, IV Conde de Beaumont, Marqués de Bréval, Consejero y Primer Presidente del Parlamento de París, Consejero de Estado. |  |  |  |  |  |  |  |  |  |  |  |  |  |  |  |
|  | |  |  |  |  |  |  |  |  |  |  |  |  |  |  |  |
|  | |  |  |  |  |  |  |  |  |  |  |  |  |  |  |  |
|  | 9. Louise-Madeleine de HARLAY DE BEAUMONT, V Condesa de Beaumont. |  |  |  |  |  |  |  |  |  |  |  |  |  |  |  |
|  | |  |  |  |  |  |  |  |  |  |  |  |  |  |  |  |
|  | |  |  |  |  |  |  |  |  |  |  |  |  |  |  |  |
|  | 19. Condesa Anne-Renée-Louise du LOUËT DE COETJUNVAL |  |  |  |  |  |  |  |  |  |  |  |  |  |  |  |
|  | |  |  |  |  |  |  |  |  |  |  |  |  |  |  |  |
|  | |  |  |  |  |  |  |  |  |  |  |  |  |  |  |  |
|  | 2. Príncipe Anne-Christian de MONTMORENCY-BEAUMONT-LUXEMBOURG (1767-1821), II Duque de Beaumont, Par de Francia, Príncipe de Tingry, Capitán de las Guardias de Corps de S.M. el Rey de Francia, Lugarteniente General de los Ejércitos de S.M., Senador hereditario del Reino de Francia. |  |  |  |  |  |  |  |  |  |  |  |  |  |  |  |
|  | |  |  |  |  |  |  |  |  |  |  |  |  |  |  |  |
|  | |  |  |  |  |  |  |  |  |  |  |  |  |  |  |  |
|  | 20. Antoine-Jean-Baptiste des LAURENTS, Señor de Champfort. |  |  |  |  |  |  |  |  |  |  |  |  |  |  |  |
|  | |  |  |  |  |  |  |  |  |  |  |  |  |  |  |  |
|  | |  |  |  |  |  |  |  |  |  |  |  |  |  |  |  |
|  | 10. Joseph-Balthazar des LAURENTS DE SAINT-ALEXANDRE, Marqués de Saint-Alexandre, Señor de Champfort y de Saint-Nazaire, Lugarteniente del Regimiento de Saumeri. |  |  |  |  |  |  |  |  |  |  |  |  |  |  |  |
|  | |  |  |  |  |  |  |  |  |  |  |  |  |  |  |  |
|  | |  |  |  |  |  |  |  |  |  |  |  |  |  |  |  |
|  | 21. Dama Marie POULE |  |  |  |  |  |  |  |  |  |  |  |  |  |  |  |
|  | |  |  |  |  |  |  |  |  |  |  |  |  |  |  |  |
|  | |  |  |  |  |  |  |  |  |  |  |  |  |  |  |  |
|  | 5. Marquesa Eléonore-Josèphe-Pulcherie des LAURENTS DE SAINT-ALEXANDRE, quien tuvo el privilegio de tomar asiento en los aposentos de S.M. la Reina de Francia a partir de 1765, año de concesión del Ducado de Beaumont. |  |  |  |  |  |  |  |  |  |  |  |  |  |  |  |
|  | |  |  |  |  |  |  |  |  |  |  |  |  |  |  |  |
|  | |  |  |  |  |  |  |  |  |  |  |  |  |  |  |  |
|  | 22. François FERRAND D'ESCOSSAY D'AVERNES, Marqués de Avernes y Barón de Saint-Sévère, Gobernador de Navarreins, Caballero de la Orden de San Luis. |  |  |  |  |  |  |  |  |  |  |  |  |  |  |  |
|  | |  |  |  |  |  |  |  |  |  |  |  |  |  |  |  |
|  | |  |  |  |  |  |  |  |  |  |  |  |  |  |  |  |
|  | 11. Condesa Madeleine-Claudine FERRAND D'ESCOSSAY D'AVERNES |  |  |  |  |  |  |  |  |  |  |  |  |  |  |  |
|  | |  |  |  |  |  |  |  |  |  |  |  |  |  |  |  |
|  | |  |  |  |  |  |  |  |  |  |  |  |  |  |  |  |
|  | 23. Condesa Marie-Madeleine de FLÉCELLES DE BRÉGY, Dame de Avernes. |  |  |  |  |  |  |  |  |  |  |  |  |  |  |  |
|  | |  |  |  |  |  |  |  |  |  |  |  |  |  |  |  |
|  | |  |  |  |  |  |  |  |  |  |  |  |  |  |  |  |
|  | 1. Príncipe Anne-Édouard-Louis-Joseph de MONTMORENCY-BEAUMONT-LUXEMBOURG, Par de Francia, III Duque de Beaumont, Primer Barón Cristiano, Primer Barón de Francia, Príncipe de Tingry, Príncipe de Luxemburgo. |  |  |  |  |  |  |  |  |  |  |  |  |  |  |  |
|  | |  |  |  |  |  |  |  |  |  |  |  |  |  |  |  |
|  | |  |  |  |  |  |  |  |  |  |  |  |  |  |  |  |
|  | 24. Louis de BEC-DE-LIÈVRE DE CANY, Caballero, Marqués de Cany, de Quévilly y de Houdetot, Consejero del Parlamento de Normandía. |  |  |  |  |  |  |  |  |  |  |  |  |  |  |  |
|  | |  |  |  |  |  |  |  |  |  |  |  |  |  |  |  |
|  | |  |  |  |  |  |  |  |  |  |  |  |  |  |  |  |
|  | 12. Pierre-Jacques-Louis de BEC-DE-LIÈVRE DE CANY, Caballero, Marqués de Cany y de Quévilly. |  |  |  |  |  |  |  |  |  |  |  |  |  |  |  |
|  | |  |  |  |  |  |  |  |  |  |  |  |  |  |  |  |
|  | |  |  |  |  |  |  |  |  |  |  |  |  |  |  |  |
|  | 25. Anne-Henriette-Catherine TOUSTAIN D'HÉBERVILLE, Dama de Héberville. |  |  |  |  |  |  |  |  |  |  |  |  |  |  |  |
|  | |  |  |  |  |  |  |  |  |  |  |  |  |  |  |  |
|  | |  |  |  |  |  |  |  |  |  |  |  |  |  |  |  |
|  | 6. Anne-Louis-Roger de BEC-DE-LIÈVRE DE CANY, Conde de Cany, Caballero de la Soberana Orden de Malta, Primer Paje de S.M. el Rey de Francia, Maestre de Campo de Caballería de los Reales Ejércitos de S.M. |  |  |  |  |  |  |  |  |  |  |  |  |  |  |  |
|  | |  |  |  |  |  |  |  |  |  |  |  |  |  |  |  |
|  | |  |  |  |  |  |  |  |  |  |  |  |  |  |  |  |
|  | 26. Pierre PAULMIER DE LA BUCAILLE, Señor de La Bucaille, de Préteval y de Bosc-Bérenger, Consejero del Parlamento de Normandía. |  |  |  |  |  |  |  |  |  |  |  |  |  |  |  |
|  | |  |  |  |  |  |  |  |  |  |  |  |  |  |  |  |
|  | |  |  |  |  |  |  |  |  |  |  |  |  |  |  |  |
|  | 13. Charlotte PAULMIER DE LA BUCAILLE, Dama de La Bucaille. |  |  |  |  |  |  |  |  |  |  |  |  |  |  |  |
|  | |  |  |  |  |  |  |  |  |  |  |  |  |  |  |  |
|  | |  |  |  |  |  |  |  |  |  |  |  |  |  |  |  |
|  | 27. Dama Geneviève MARETTE |  |  |  |  |  |  |  |  |  |  |  |  |  |  |  |
|  | |  |  |  |  |  |  |  |  |  |  |  |  |  |  |  |
|  | |  |  |  |  |  |  |  |  |  |  |  |  |  |  |  |
|  | 3. Condesa Anne-Louise-Marie de BEC-DE-LIÈVRE DE CANY |  |  |  |  |  |  |  |  |  |  |  |  |  |  |  |
|  | |  |  |  |  |  |  |  |  |  |  |  |  |  |  |  |
|  | |  |  |  |  |  |  |  |  |  |  |  |  |  |  |  |
|  | 28. François BOUTREN D'HATTENVILLE, Señor de Hattenville y de Mélamare, Tesorero de Francia. |  |  |  |  |  |  |  |  |  |  |  |  |  |  |  |
|  | |  |  |  |  |  |  |  |  |  |  |  |  |  |  |  |
|  | |  |  |  |  |  |  |  |  |  |  |  |  |  |  |  |
|  | 14. Jean-François-Marie BOUTREN D'HATENVILLE, Caballero, Señor de Hattenville y de Épouville, Consejero del Parlamento de Normandía. |  |  |  |  |  |  |  |  |  |  |  |  |  |  |  |
|  | |  |  |  |  |  |  |  |  |  |  |  |  |  |  |  |
|  | |  |  |  |  |  |  |  |  |  |  |  |  |  |  |  |
|  | 29. Dama Marie-Anne GAVION |  |  |  |  |  |  |  |  |  |  |  |  |  |  |  |
|  | |  |  |  |  |  |  |  |  |  |  |  |  |  |  |  |
|  | |  |  |  |  |  |  |  |  |  |  |  |  |  |  |  |
|  | 7. Élisabeth-Marie BOUTREN D'HATENVILLE, Dama de Grosmesnil |  |  |  |  |  |  |  |  |  |  |  |  |  |  |  |
|  | |  |  |  |  |  |  |  |  |  |  |  |  |  |  |  |
|  | |  |  |  |  |  |  |  |  |  |  |  |  |  |  |  |
|  | 30. Robert-François BOULAYS DE CATTEVILLE, Señor de Catteville y de Epouville, Consejero del Parlamento de Normandía. |  |  |  |  |  |  |  |  |  |  |  |  |  |  |  |
|  | |  |  |  |  |  |  |  |  |  |  |  |  |  |  |  |
|  | |  |  |  |  |  |  |  |  |  |  |  |  |  |  |  |
|  | 15. Élisabeth-Marie-Francoise BOULAYS DE CATTEVILLE, Dama de Catteville, Grosmesnil, Épouville y Beaucamp. |  |  |  |  |  |  |  |  |  |  |  |  |  |  |  |
|  | |  |  |  |  |  |  |  |  |  |  |  |  |  |  |  |
|  | |  |  |  |  |  |  |  |  |  |  |  |  |  |  |  |
|  | 31. Élisabeth-Marie LE ROUX D'ESNEVAL, Dama de Grosmesnil y de Beaucamp. |  |  |  |  |  |  |  |  |  |  |  |  |  |  |  |
|  | |  |  |  |  |  |  |  |  |  |  |  |  |  |  |  |
|  | |  |  |  |  |  |  |  |  |  |  |  |  |  |  |  |

## Linaje
- I. Albéric d'Orléans
- II. Bouchard I de Montmorency
- III. Bouchard II de Montmorency
- IV. Bouchard III de Montmorency
- V. Hervé I de Montmorency
- VI. Bouchard IV de Montmorency
- VII. Mathieu II de Montmorency
- VIII. Bouchard VI de Montmorency
- IX. Mathieu III de Montmorency
- X. Mathieu IV de Montmorency
- XI. Jean I de Montmorency
- XII. Charles I de Montmorency
- XIII. Jacques I de Montmorency
- XIV. Jean II de Montmorency
- XV. Louis de Montmorency-Fosseux
- XVI. Rolland de Montmorency-Fosseux
- XVII. Claude de Montmorency-Fosseux
- XVIII. François de Montmorency-Hallot
- XIX. Louis de Montmorency-Bouteville
- XX. François de Montmorency-Bouteville
- XXI. François-Henri de Montmorency-Luxembourg
- XXII. Christian-Louis de Montmorency-Luxembourg
- XXIII. Charles-François-Christian de Montmorency-Beaumont-Luxembourg
- XXIV. Anne-Christian de Montmorency-Beaumont-Luxembourg
- XXV. Anne-Édouard-Louis-Joseph de Montmorency-Beaumont-Luxembourg

### Matrimonio y descendencia
| Bec-de-Lièvre de Cany |  | Croix de Dadizeele |  | Vogt von Hunolstein |  | Durfort-Civrac de Lorge |

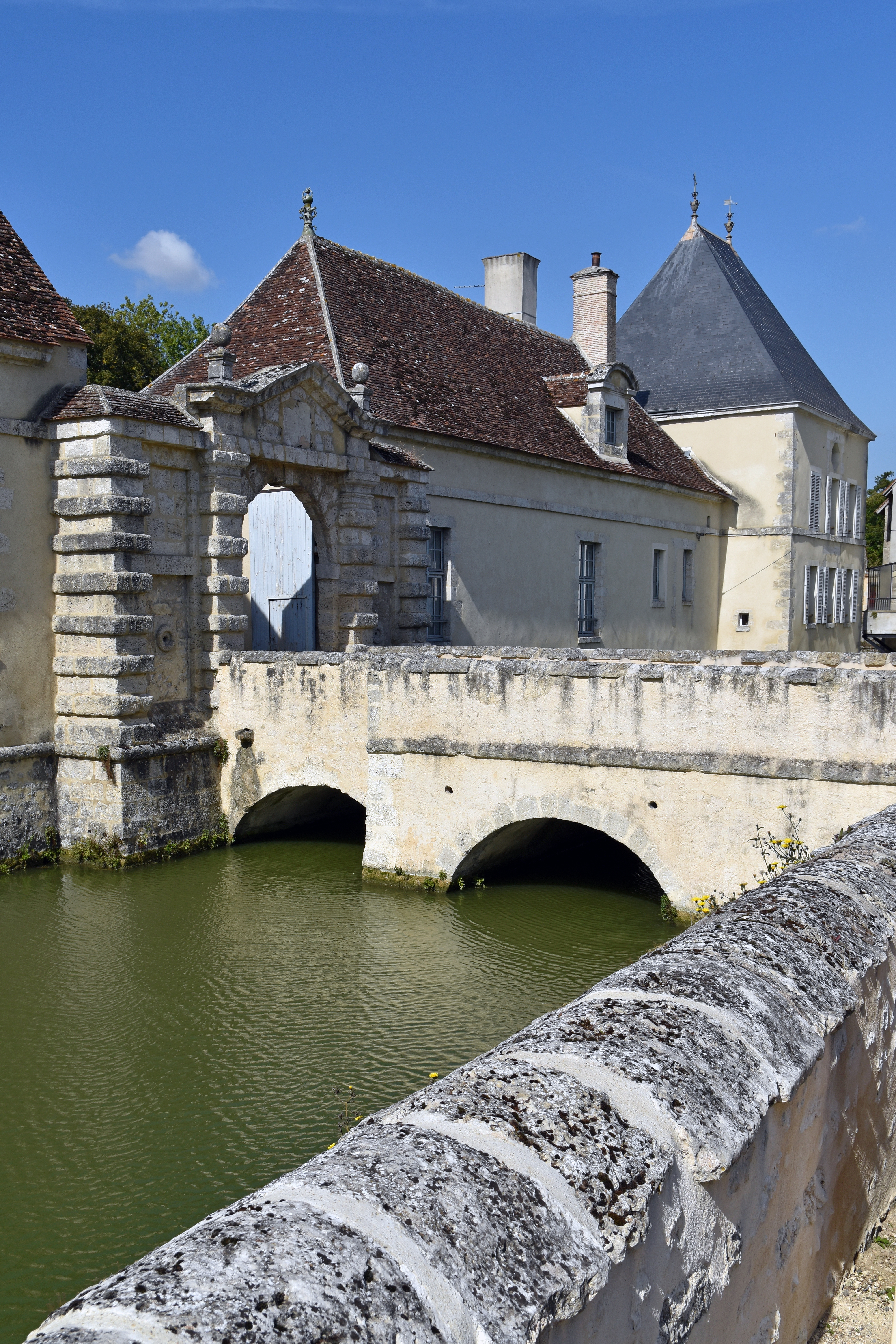
Portal de acceso y foso al Castillo de Beaumont, sede del Ducado de Beaumont.

El Príncipe Anne-Édouard-Louis-Joseph, contrajo matrimonio en París, el 12.5.1834, con la Condesa Léonie-Ernestine-Marie-Josèphe de Croix de Dadizeele, hija única y heredera universal de sus padres el Conde Philippe-Joseph-Louis-Marie-Ghislain de Croix de Dadizeele, Conde de Dadizeele y de Moen, uno de los cuatro Pares de Flandes, Barón de Wyngene y de Rostuyne, Vizconde de Flandre, Señor de Dadizeele y de Moorslede, y de la Baronesa Marie-Ernestine-Louise Louys de La Grange. Hijos:
- 1. Princesa Anne-Marie-Josèphe de Montmorency-Beaumont-Luxembourg (París, 2.5.1839, +París, 17.4.1900), contrajo matrimonio (París, 21.5.1859) con el Conde Félix-Antoine-Auguste-Jean Vogt von Hunolstein, hijo del Conde Louis-Marie-Paul Vogt von Hunolstein y de la Marquesa Anne-Hélène-Aldégonde du Bouchet de Sourches de Tourzel, con sucesión hasta el presente, unida a los Duques de Lévis-Mirepoix, a los Marqueses de Dreux-Brézé, a los Marqueses de Bouillé du Chariol, a los Condes de Harcourt-Orléans, etc. La Princesa Anne-Marie-Josèphe falleciò en su palacio parisino de la rue de Grenelle Nº125, actual embajada de Corea del Sur en Francia.

- 2. Princesa Anne-Marie-Eugénie-Justine de Montmorency-Beaumont-Luxembourg (París, 13.3.1840, +París, 10.2.1922); casó en París, 28.5.1864, con el Vizconde Auguste de Durfort-Civrac de Lorge, Vizconde de Durfort, hijo del Duque Émeric-Laurent-Paul-Guy de Durfort-Civrac de Lorge, Duque de Lorge, Par de Francia, jefe de la Casa Ducal de Durfort, y de la Marquesa Émilie-Louise du Bouchet de Sourches de Tourzel, con descendencia hasta el presente, unida a los Príncipes de Faucigny-Lucigne, a los Príncipes de Mérode, a los Duques de Riquet de Caraman, a los Marqueses de Wignacourt, a los Marqueses de Vogüé, a los Marqueses de Ganay, a los Condes de Boissieu, a los Condes de Castellane, a los Vizcondes de Curel, etc.

- 3. Príncipe Henri de Montmorency-Beaumont-Luxembourg, marqués de Beaumont (2 de junio de 1841-23 de abril de 1844), soltero, sin hijos..

- 4. Príncipe Mathieu de Montmorency-Beaumont-Luxembourg (falleció en la infancia).